# Jezioro Węgielsztyńskie
Jezioro Węgielsztyńskie – jezioro w Polsce, w województwie warmińsko-mazurskim, w powiecie węgorzewskim, w gminie Węgorzewo.

## Położenie i charakterystyka
Jezioro leży na Pojezierzu Mazurskim, w mezoregionie Wielkich Jezior Mazurskich, w dorzeczu Ilma–Pregoła. Znajduje się około 10 km w kierunku zachodnim od Węgorzewa. Od strony południowej do jeziora wpływa czwartorzędowy ciek wodny o nazwie dopływ ze Stawków, który następnie wypływa w kierunku północnym i poprzez Oświnkę łączy akwen z jeziorami Rydzówka i Oświn. Do jeziora wpływa także od wschodu ciek wodny określany jako dopływ spod Prynowa. Nad wschodnim brzegiem znajduje się wieś Węgielsztyn.
Zbiornik wodny o nierozwiniętej linii brzegowej leży w otoczeniu pól i łąk. Brzegi wysokie, gdzieniegdzie strome.
Jezioro ma pochodzenie wytopiskowe, o czym świadczą niewielka głębokość oraz sąsiedztwo kemów. Zgodnie z typologią abiotyczną zbiornik wodny został sklasyfikowany jako jezioro o wysokiej zawartości wapnia, o dużym wypływie zlewni, niestratyfikowane, leżące na obszarze Nizin Wschodniobałtycko-Białoruskich (6b). W systemie gospodarki wodnej jest jednolitą częścią wód powierzchniowych Węgielsztyńskie o kodzie LW30528 i podlega Regionalnemu Zarządowi Gospodarki Wodnej w Warszawie, leżąc w regionie wodnym Łyny i Węgorapy.
Jezioro leży na terenie obwodu rybackiego jeziora Rydzówka na Kanale Mazurskim – nr 1. Znajduje się na terenie Obszaru Chronionego Krajobrazu Jeziora Oświn o łącznej powierzchni 15 182,9 ha.
W pobliżu jeziora, około 1 km na południe od Węgielsztyna znajdują się pozostałości staropruskiego grodziska w postaci przekształconego morenowego pagórka nazywanego Grodzisko, którego szczyt sięga 123 m n.p.m. Budowla uległa zniszczeniu prawdopodobnie w XIII wieku.
Przed 1950 jezioro nosiło niemieckie nazwy: Engelsteiner See i Steinweiken See.

## Morfometria
Według danych Instytutu Rybactwa Śródlądowego powierzchnia zwierciadła wody jeziora wynosi 86,5 ha. Średnia głębokość zbiornika wodnego to 1,1 m, a maksymalna – 2,0 m. Lustro wody znajduje się na wysokości 80,7 m n.p.m. Objętość jeziora wynosi 943,6 tys. m³. Maksymalna długość jeziora to 1100 m, a szerokość 1000 m. Długość linii brzegowej wynosi 3500 m.
Inne dane uzyskano natomiast poprzez planimetrię jeziora na mapach w skali 1:50 000 według Państwowego Układu Współrzędnych 1965, zgodnie z poziomem odniesienia Kronsztadt. Otrzymana w ten sposób powierzchnia zbiornika wodnego to 79,5 ha, a wysokość bezwzględna lustra wody – 80,8 m n.p.m.

## Przyroda
W skład pogłowia występujących ryb wchodzą m.in. szczupak, lin i karaś. Roślinność przybrzeżna rozwinięta, porastająca całą linię brzegową, głównie trzcina, ale także pałka wąskolistna i skrzypy. Wśród bardzo obfitej roślinności zanurzonej przeważa rogatek i rdestnica pływająca.